# Citizen Watch
Citizen Watch Co., Ltd. (シチズン時計株式会社 Shichizun tokei Kabushiki-gaisha) er en japansk elektronikvirksomhed, der primært kendes for sine ure. Virksomheden blev oprettet i 1930 og har hovedkontor i Tokyo.